# Petřín
El monte Petřín es un monte localizado en el barrio Malá Strana de Praga, capital de la República Checa. Se alza a 138 metros sobre el río Moldava. Está completo prácticamente en su localidad de varios parques (los cuales fueron usados antiguamente como viñedos), lo que le convierte en un área de recreo para los habitantes de Praga.
El monte es destacado a principios del cuento de Franz Kafka Descripción de una lucha y brevemente en la novela de Milan Kundera La insoportable levedad del ser.
Se encuentra atravesado por un funicular, abierto desde 1891. En el mismo año se construyó también una torre de observación, Petřínská rozhledna.

## Lugares de interés
Algunos lugares de interés del monte Petřín son:
- Funicular de Petřín
- Torre de observación de Petřín
- Estadio Strahov
- Monasterio de Strahov
- Laberinto de los Espejos
- Observatorio Astronómico de Štefánik